# Джек Гіллен
Джек Роберт Гіллен, Хіллен (англ. Jack Robert Hillen; 24 січня 1986, м. Міннетонка, США) — американський хокеїст, захисник. Виступає за «Кароліна Гаррікейнс» у Національній хокейній лізі.
Виступав за Західний Мічиганський університет (NCAA), «Бриджпорт Саунд-Тайгерс» (АХЛ), «Нью-Йорк Айлендерс», «Нашвілл Предаторс», «Вашингтон Кепіталс», «Герші Берс» (АХЛ).
В чемпіонатах НХЛ — 304 матчі (13+58), у турнірах Кубка Стенлі — 9 матчі (0+1).
У складі національної збірної США учасник чемпіонату світу 2010 (6 матчів, 0+1).